# Flyer II (Schiff)
Flyer II ist eine 76-Fuß (23,16 m) Hochsee-Rennyacht für weltweite Fahrt, gefertigt aus Aluminium als Einzelbau bei der niederländischen Werft Royal Huisman im Jahr 1981. Flyer II ist eine Maxi-Yacht, konstruiert vom damals aufstrebenden Design-Star German Frers (Argentinien).
Nachdem ihr Eigner Cornelius (Conny) van Rietschoten nach seinem allerersten Whitbread Round the World Race 1977–1978 (heute: The Ocean Race) auf einer von Royal Huisman gebauten 65-Fuß (19,86 m) Aluminium-Yacht Flyer gewonnen hatte,  wusste er, was er tun musste, um auch das nächste Rennen zu gewinnen – also bestellte er bei derselben Werft eine neue Yacht mit dem Namen Flyer II. Es war die richtige Idee: Beim Rennen 1981–1982 war seine Flyer II in jeder Etappe First Ship Home und siegte auch nach berechneter Zeit (119 Tage, 1 Std., 12 Min.). Sie ist damit die bislang einzige Yacht in diesem Wettbewerb, die beide Wertungen gewonnen hat. Der Name Flyer II ist, wie bei der ersten Yacht gleichen Namens, eine humorvolle Anspielung auf die Sage des Fliegenden Holländers.

## Konstruktion
Die als Slup geriggte Yacht wurde von dem Yachtkonstrukteur German Frers nach den Wünschen des Eigners Cornelis van Rietschoten für seine zweite Teilnahme am dritten Whitbread Round the World Race 1981–1982 (heute: The Ocean Race) entworfen. Sie hatte die Segelnummer H 2869. Der Niederländer Aedgard Koekebakker, der beim ersten Erfolg mit Flyer Wachführer war, wurde zum Projektmanager beim Bau der Flyer II ernannt.
Der Entwurf von Flyer II orientierte sich an der ersten echten Maxi-Yacht, die Royal Huismann gebaut hatte, die Helisara von 1980, die dem Dirigenten Herbert von Karajan gehörte. Die Yacht war unglaublich schnell, hatte sie doch 1981 die Maxi World Championships gewonnen. Sie war aber nicht für das harte Segeln und das Wetter in den Roaring Forties (deutsch Brüllende oder Donnernde Vierziger) ausgelegt worden, das weite Teile der Route des Whitbread Round the World Race bildete.
Frers machte sich daran, diese Probleme zu lösen. Am Werftstandort in Vollenhove wurde schnell ein hochkarätiges Projektteam aufgebaut, dem Spezialisten aus den unterschiedlichsten Disziplinen angehören. Wieder einmal kam das außergewöhnliche Maß an Planung und Liebe zum Detail zum Einsatz, das Van Rietschotens Markenzeichen war.

### Ausstattung

#### Schiffsrumpf
Der Schiffsrumpf der Flyer II wurde konstruiert und gebaut aus geschweißtem Aluminium in Marinequalität für höchste Festigkeit und einfache Wartung, nach dem Vorbild der ersten Flyer Yacht. Bei einer Länge über alles (Lüa) von 23,16 m hatte sie eine Länge in der Schwimmwasserlinie (LWL) von 19,81 m. Bei einer Verdrängung von 30 Tonnen trug sie einem Bleiballast von 16 Tonnen im Kiel.

#### Segel
Die 40 Segel an Bord wurden von der Firma Hood Sails gefertigt:
- Großsegel 125 m²
- Genua 225 m²
- Spinnaker 430 m²

#### Deck, Navigation
An Deck waren Winschen von „Lewmar“ installiert, die Takelage kam von „Navtec“, der Mast wurde von der Firma „Rondal“ gefertigt. Die Navigationsinstrumente lieferte Brooks and Gatehouse (B&G), die Satellitennavigation die Firma Walker und der Wetterdecoder kam von Nagrafax.

## Verwendung nach der Whitbread-Regatta 1981–1982
Nach dem Ende der Whitbread-Regatta 1981–1982 begann ein zweites Leben für die Yacht. Conny van Rietschoten erkannte, dass nach dem dreifachen Erfolg bei der Whitbread Regatta eine weitere erfolgreiche Verwendung als Rennyacht vorbei sei. Zwar wurde die Flyer II im April 1988 in der Zeitschrift „Yachting World“ für 800.000 US-Dollar mit 40 Hood-Segeln und umfangreicher Ausrüstung am Liegeplatz Europa für eine weitere Whitbread Regatta angeboten. Diese Pläne ließen sich nicht realisieren und so wurde sie zu ihrer Bauwerft Royal Huismann geschickt, wo sie zu einer hochwertigen Fahrtenyacht umgebaut wurde. Sie erhielt eine neue Innenausstattung und alle Segel wurden mit Rollreffanlagen ausgestattet. Darüber hinaus wurde das Boot mit einem neuen, viel flacheren Kiel ausgestattet, da es in jedem Hafen, den es besuchte, immer wieder auf Grund lief. Nach diesen Umbauten begab sich Flyer II auf eine lange 16.000 Seemeilen (30.000 km) lange Seereise von Holland nach Westaustralien und zurück.
Heute segelt die Flyer II überwiegend auf der Ostsee als private Fahrtenyacht unter der Flagge Dänemarks.

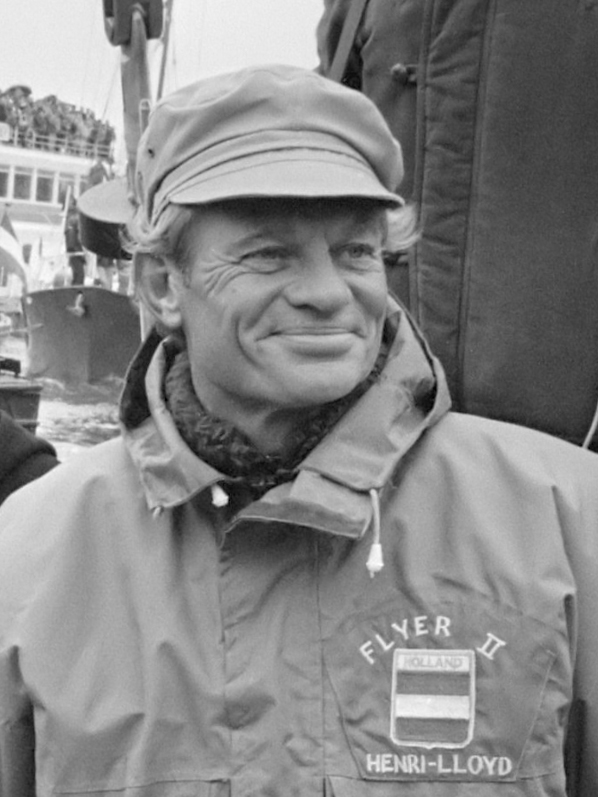
Conny van Rietschoten, 1982

## Flyer II-Mannschaft des Whitbread Round the World Race 1981–1982
- Cornelis van Rietschoten – Eigner/Skipper[9]
- Aedgard Koekebakker – Navigator/Wachführer
- Erle Williams – Wachführer/Bootsbauer
- Daniel Wlochovski – Navigator/Elektroinstallateur
- Joey Allen
- Patrick Antelme – Koch
- Bill Biewenga
- Warwick Buckley
- Grant Dalton – Segelmacher
- Lobo Fischer
- Julian Fuller – Schiffsarzt
- Steve Harrison – Takler
- George Hendy
- Roger Janes
- Russell Pickthall – Segelmacher
- Dirk Reidel
- Michel Santander
- Onne van der Wal – Ingenieur/Fotograf
- John Vitali

## Regatta-Erfolge
- 1981 dritter Platz nach berechneter Zeit bei Sea Horse Maxi Series, Cowes
- 1981–1981 First Ship Home und erster Gesamt-Platz nach berechneter Zeit im dritten Whitbread Round the World Race 1991–1982 (heute: The Ocean Race) unter ihrem Eigner und Skipper Conny van Rietschoten[9]
  - First Ship Home auf allen vier Etappen des Whitbread Round the World Race 1991–1982
  - Unterbietung des Streckenrekordes um ganze zwei Wochen (26.095 Seemeilen = 48.328 km)